# 268e brigade d'infanterie (Inde)

La 268e brigade d'infanterie est une formation d'infanterie de l'armée indienne, anciennement de l'armée indienne britannique.